# Gare d'Aytré-Plage
Ne doit pas être confondu avec Gare d'Aytré.
La gare d'Aytré-Plage est une halte ferroviaire française de la ligne de Nantes-Orléans à Saintes. Elle est située boulevard de la Mer, passage à niveau 163, sur le territoire de la commune balnéaire et littorale d'Aytré dans le département de la Charente-Maritime et la région Nouvelle-Aquitaine, à quelques kilomètres au sud de La Rochelle.
Ouverte en 2008 par la Société nationale des chemins de fer français (SNCF), elle est desservie par des trains TER Nouvelle-Aquitaine.

## Situation ferroviaire
Établie à 5 mètres d'altitude, la halte d'Aytré-Plage est située au point kilométrique (PK) 182,607 de la ligne de Nantes-Orléans à Saintes, entre la Gare de La Rochelle-Ville et la gare d'Angoulins-sur-Mer.

## Histoire

### Gare d'Aytré (1887-vers 1870)
La gare historique d'Aytré, construite en 1886, est mise en service le 1er juillet 1887 par l'administration des chemins de fer de l'État, sur la section de La Rochelle à Rocheford, de la ligne de Nantes-Orléans à Saintes, mise en service le 29 décembre 1873 par la Compagnie des chemins de fer des Charentes. Elle est fermée par la SNCF dans les années 1970.

### Halte d'Aytré-les-Minimes
Une halte d'Aytré-les-Minimes était située au passage à niveau 162, au PK 181,153 de la ligne de Nantes-Orléans à Saintes, un peu moins d'un kilomètre avant la nouvelle halte d'Aytré-Plage.

### Halte d'Aytré-Plage (depuis 2008)
En 2006-2007, la société A2i infra est mandaté par la Communauté d'agglomération de La Rochelle pour effectuer les études pour la conception de la halte ferroviaire d'Aytré. l'objectif est de réaliser, sur un site de 0,9 ha, l'accès au quai, la création d'un parking paysager, d'un local vélo et d'un arrêt/terminus de bus, avec une adaptation pour la protection de vestiges archéologiques présents à faible profondeur. Le chantier est réalisé en 2007/2008 pour un coût, études comprises, de 400 000 €. La halte d'Aytré-Plage est mise en service le 14 décembre 2008, par la Société nationale des chemins de fer français (SNCF), sur le tronçon de la gare de la Rochelle à la gare de Rochefort de la ligne de Nantes-Orléans à Saintes.

## Fréquentation
Sa fréquentation s'est rapidement accrue depuis la mise en place d'une liaison interurbaine cadencée entre La Rochelle et Rochefort par autorail diesel. De 2015 à 2023, selon les estimations de la SNCF, la fréquentation annuelle de la gare s'élève aux nombres indiqués dans le tableau ci-dessous.
| Année     | 2015   | 2016   | 2017   | 2018  | 2019   | 2020  | 2021  | 2022   | 2023   |
| --------- | ------ | ------ | ------ | ----- | ------ | ----- | ----- | ------ | ------ |
| Voyageurs | 13 118 | 12 485 | 11 792 | 9 352 | 11 310 | 7 205 | 9 707 | 13 419 | 15 272 |

## Service des voyageurs

### Accueil
Halte voyageurs, c'est un Point d'arrêt non géré (PANG) du réseau TER Nouvelle-Aquitaine, la halte comporte deux quais avec abris situés de part et d'autre du passage à niveau, elle dispose d'un automates distributeur de titres de transport TER.

### Desserte
Aytré-Plage est desservie par des trains TER Nouvelle-Aquitaine qui circulent entre les gares de La Rochelle-Ville et de Rochefort, ou Saintes, ou Angoulême, à raison de douze allers-retours quotidiens, chaque jour de la semaine.

### Intermodalité
Elle dispose d'un parking pour les vélos et d'un parking pour les voitures. Elle dispose d'un arrêt de bus urbains.